# Acquedotto della Brévenne
L'acquedotto della Brévenne (in francese: aqueduc de la Brévenne) era uno degli antichi acquedotti a servizio della colonia romana di Lugdunum (odierna Lione).
Fu il terzo acquedotto ad essere realizzato in questa città. Misurava 70 km di lunghezza e terminava nel quartiere di Fourvière, nell'attuale V arrondissement. Deve il suo nome al fiume dal quale le acque erano captate, la Brévenne.

## Storia
L'acquedotto della Brévenne fu costruito sotto il principato di Claudio.

## Percorso

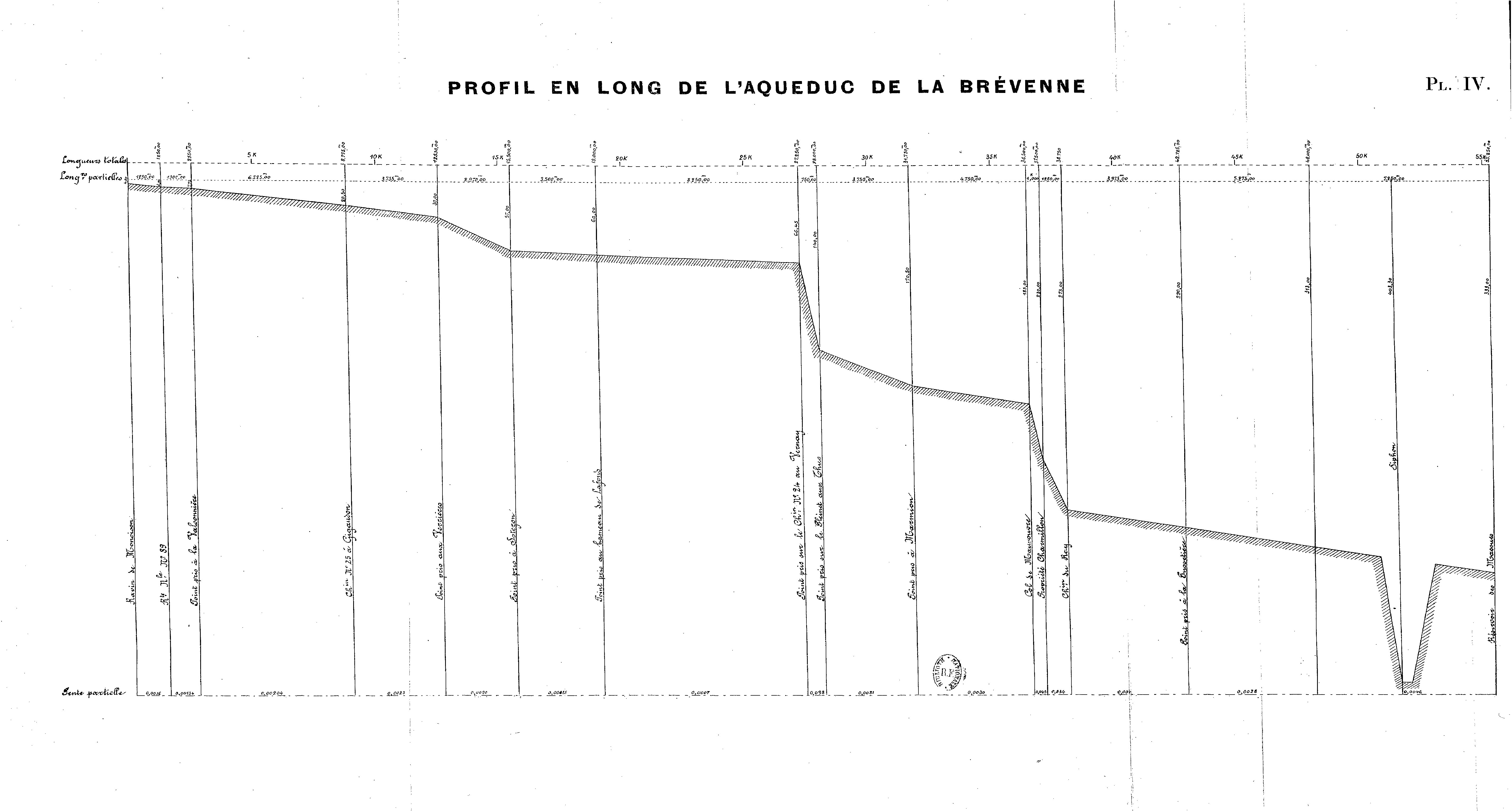
Profilo altimetrico della parte alta dell'acquedotto della Brévenne; si notino in particolare le due zone di caduta e il primo sifone

Il primo punto di captazione dell'acquedotto è situato ad una quota molto elevata (circa 600 m s.l.m.), nel comune di Aveize. L'acquedotto è quindi situato sul lato posteriore dei monts du Lyonnais, que deve perciò aggirare sul lato nord per raggiungere la valle della Saona, dove si trova Lione.

## Soluzioni tecniche adottate

### Sifoni
Le valli erano attraversate su ponti, in cui la condotta era chiusa e l'acqua scorreva in pressione. La parte terminale della conduttura sul ponte era però in salita, in modo da recuperare parte dell'energia potenziale e da sfiatare l'eventuale aria che poteva accumularsi nelle condutture, danneggiandole.

### Cadute
La pendenza media ideale dell'acquedotto doveva essere collocata attorno a 1,5 mm/m, cioè l'1,5‰.
Con pendenze superiori la velocità dell'acqua rischiava di superare 1 m/s, esercitando così un'azione erosiva sulle pareti della condotta.
L'acquedotto della Brévenne partiva da un'altitudine molto elevata e la sua pendenza media era il 5‰.
Per i costruttori era quindi indispensabile ridurre questa pendenza. Pertanto scelsero di costruire brevi tratti orizzontali o con pendenza modesta separati da cadute verticali ottenute con pozzi.
Queste cadute misuravano in altezza circa 2,3-2,5 m. Spesso, le numerose cadute formavano una sorta di scalinata idraulica, come ad esempio accadeva a Chevinay, dove l'acqua scendeva di 87 m in soli 300 m di lunghezza.

## Portata
Camille Germain de Montauzan valutò che il suo apporto fosse stato il più importante dei quattro acquedotti che alimentavano Lugdunum, con una stima della portata pari a circa 28000 m3/giorno, cioè 324 L/s, valore tuttora considerato come la portata teorica dell'acquedotto.
Tuttavia, Jean Burdy, stando su valori più conservativi, ipotizza che la portata massima dell'opera fosse di 10000 m3/giorno (115 L/s).

## Galleria d'immagini

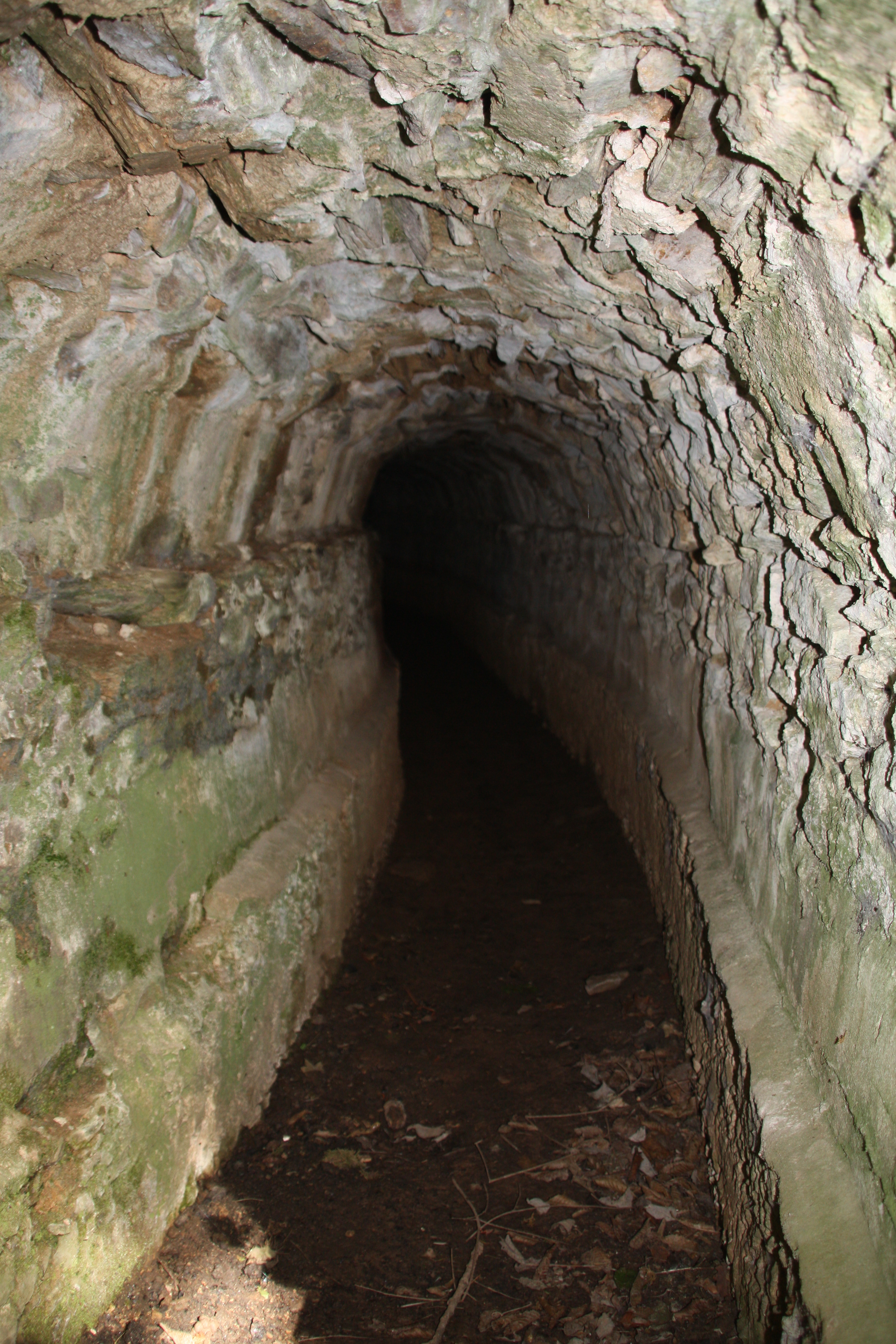
L'acquedotto della Brévenne a Courzieu
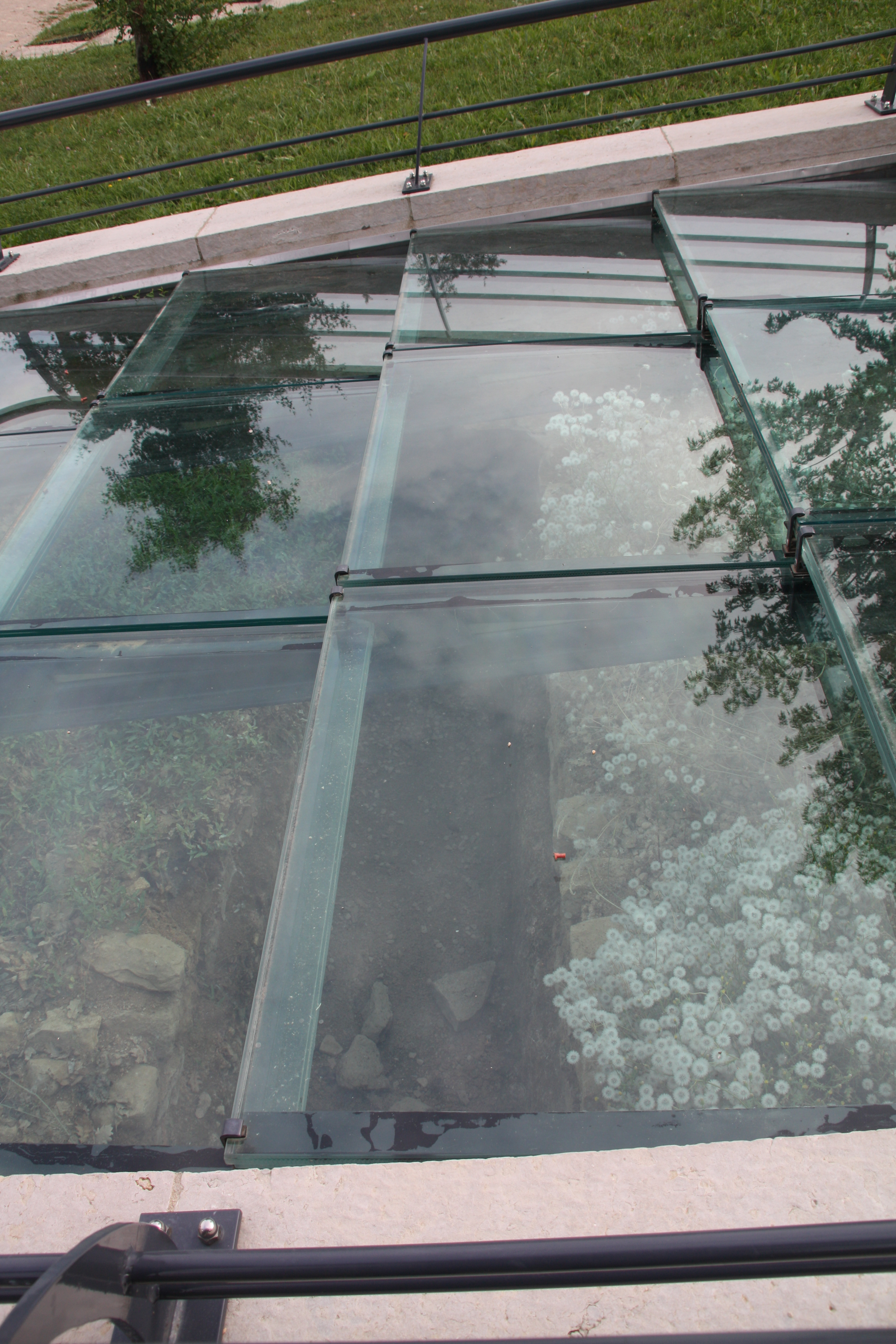
L'acquedotto della Brévenne nel Parc de l'Aqueduc a Dardilly
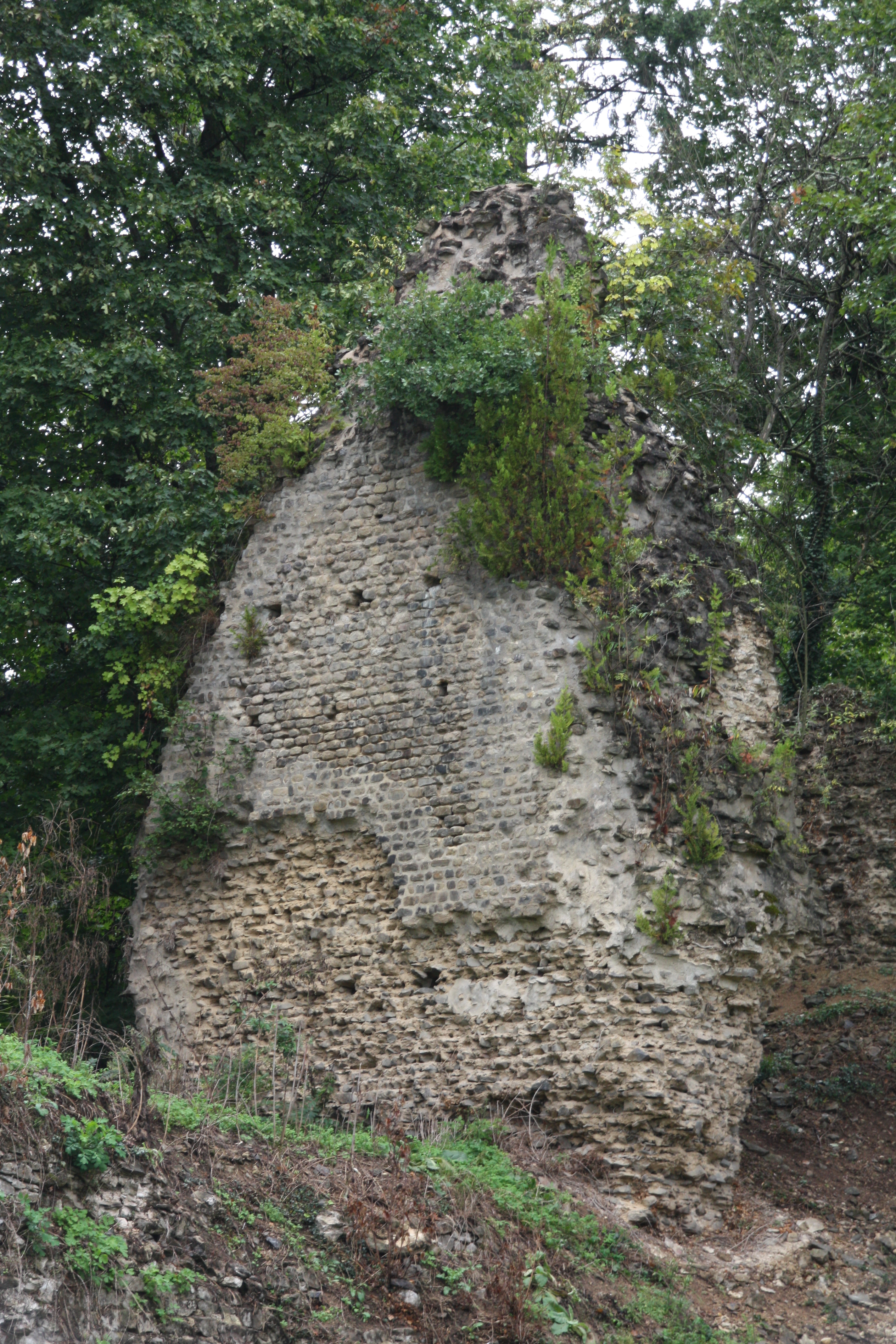
Resti del ponte-sifone delle Planches, a Ecully
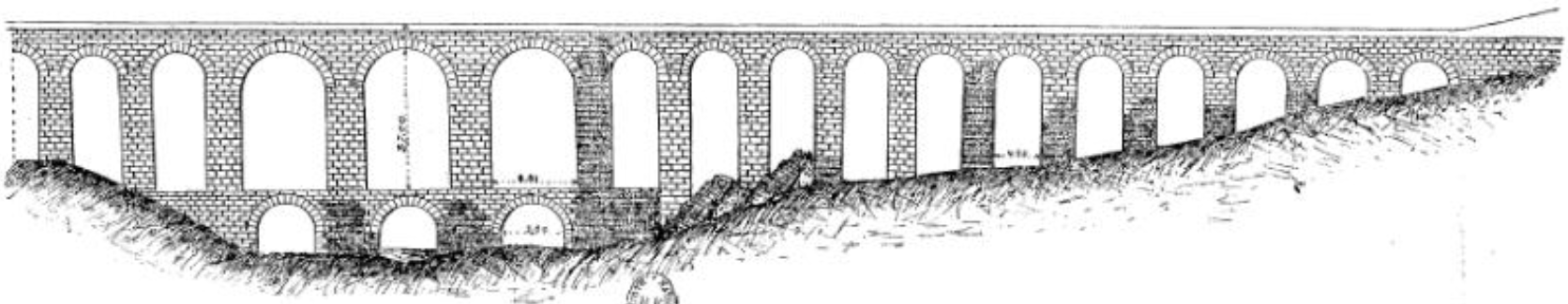
Ricostruzione del ponte-sifone delle Planches (realizzata da M. Gabut)